# Adači to Šimamura
Adači to Šimamura (japonsky 安達としまむら) je japonská série juri light novel, kterou píše Hitoma Iruma a ilustruje Non. Vychází od října 2012 v časopisu Dengeki Bunko Magazine nakladatelství ASCII Media Works, které ji od března 2013 vydává pod značkou Dengeki Bunko i v knižní podobě. V Severní Americe jsou light novely licencovány nakladatelstvím Seven Seas Entertainment. Na motivy light novel vznikly adaptace ve formě mang a televizního anime seriálu, jenž měl premiéru v říjnu 2020 a který vytvořilo studio Tezuka Productions.

## Postavy
- Sakura Adači (japonsky 安達 桜, Adači Sakura)

Dabing: Akari Kitó
- Hógecu Šimamura (japonsky 島村 抱月, Šimamura Hógecu)

Dabing: Miku Itó
- Akira Hino (japonsky 日野 晶, Hino Akira)

Dabing: Manami Numakura
- Taeko Nagafudži (japonsky 永藤 妙子, Nagafudži Taeko)

Dabing: Reina Ueda
- Jaširo Čikama (japonsky 知我麻 社, Čikama Jaširo)

Dabing: Iori Saeki
- Tarumi (japonsky 樽見)

Dabing: Ai Kajano

## Média

### Light novely
Série light novel, kterou píše Hitoma Iruma a ilustruje Non, vychází od října 2012 v časopisu Dengeki Bunko Magazine nakladatelství ASCII Media Works. Od 10. března 2013 ji ASCII Media Works vydává i v knižní podobě, a to pod značkou Dengeki Bunko. K 10. říjnu 2020 bylo vydáno deset svazků. V Severní Americe jsou light novely licencovány nakladatelstvím Seven Seas Entertainment.

#### Seznam svazků
| Č. | Datum vydání       | ISBN              |
| -- | ------------------ | ----------------- |
| 1  | 10. března 2013    | 978-4-04-891421-5 |
| 2  | 10. září 2013      | 978-4-04-891960-9 |
| 3  | 9. srpna 2014      | 978-4-04-866777-7 |
| 4  | 9. května 2015     | 978-4-04-865115-8 |
| 5  | 10. listopadu 2015 | 978-4-04-865505-7 |
| 6  | 10. května 2016    | 978-4-04-865946-8 |
| 7  | 10. listopadu 2016 | 978-4-04-892517-4 |
| 8  | 10. května 2019    | 978-4-04-912383-8 |
| 9  | 10. října 2020     | 978-4-04-913128-4 |
| 10 | 9. října 2021      | 978-4-04-913998-3 |

### Mangy
Manga, kterou kreslila Mani, vycházela od 4. dubna 2016 do 22. prosince 2017 v časopise Gangan Online společnosti Square Enix. Dohromady byly vydány tři svazky mangy. Druhá manga, o jejíž kresbu se stará Moke Juzuhara, vychází od 25. května 2019 v časopise Dengeki Daió nakladatelství ASCII Media Works. Byla vydána ve třech svazcích. Druhá manga je v Severní Americe licencována Yen Pressem.

#### Seznam svazků
| Č. | Datum vydání      | ISBN              |
| -- | ----------------- | ----------------- |
| 1  | 22. prosince 2016 | 978-4-75-755188-6 |
| 2  | 9. června 2017    | 978-4-75-755346-0 |
| 3  | 22. prosince 2017 | 978-4-75-755523-5 |

| Č. | Datum vydání       | ISBN              |
| -- | ------------------ | ----------------- |
| 1  | 27. listopadu 2019 | 978-4-04-912870-3 |
| 2  | 10. října 2020     | 978-4-04-913482-7 |
| 3  | 27. května 2021    | 978-4-04-913811-5 |

### Anime
Dne 6. května 2019 byla oznámena anime adaptace ve formě televizního seriálu. O animaci seriálu se postaralo studio Tezuka Productions a o režii Satoši Kuwabara. Na scénář dohlížel Keiičiró Óči a Šizue Kaneko pracoval na designu postav. Skladatelkami hudby jsou Nacumi Tabuči, Hanae Nakamura a Miki Sakurai. Úvodní znělkou se stala píseň „Kimi ni aeta hi“ (japonsky 君に会えた日), kterou nazpívaly dabérky hlavních postav, Akari Kitó a Miku Itó. Závěrečnou znělku „Kimi no tonari de“ (japonsky キミのとなりで) nazpívala Kitó. Seriál byl premiérově vysílán od 9. října do 25. prosince 2020 na televizních stanicích TBS a BS11. První řada seriálu čítá 12 dílů.
Funimation odkoupilo vysílací práva seriálu, který plánuje streamovat v Severní Americe a na Britských ostrovech. O distribuci anime se v Austrálii a na Novém Zélandu postará AnimeLab. Dne 17. února 2021 Funimation oznámilo, že bude seriál vydávat v anglickém znění, a to počínaje následujícím dnem.

#### Seznam dílů
| Č. v seriálu | Původní název                                                                | Režie             | Scénář        | Premiéra v Japonsku |
| ------------ | ---------------------------------------------------------------------------- | ----------------- | ------------- | ------------------- |
| 1            | Seifuku pinpon 制服ピンポン                                                  | Fumihiro Jošimura | Keiičiró Óči  | 9. října 2020       |
| 2            | Adači kuesučon 安達クエスチョン                                              | Jasuo Iwamoto     | Keiičiró Óči  | 16. října 2020      |
| 3            | Nitóhen toraianguru 二等辺トライアングル                                     | Takuo Suzuki      | Keiičiró Óči  | 23. října 2020      |
| 4            | Jošikósei horidei 女子高生ホリデイ                                           | Taidži Kawaniši   | Majumi Morita | 30. října 2020      |
| 5            | Adačizu Q アダチズQ                                                          | Kaoru Jabana      | Majumi Morita | 6. listopadu 2020   |
| 6            | Howaito arubamu ホワイト・アルバム                                           | Rjúta Jamamoto    | Keiičiró Óči  | 13. listopadu 2020  |
| 7            | Wataši ni fusawašii čoko o kimete kudasai 私に相応しいチョコを決めてください | Tomio Jamauči     | Keiičiró Óči  | 20. listopadu 2020  |
| 8            | Kako o cumugu ibara órudo rózu 過去を紡ぐ茨 オールドローズ                   | Fumihiro Jošimura | Majumi Morita | 27. listopadu 2020  |
| 9            | Sošite seibo o hójó suru ai marígórudo そして聖母を抱擁する愛 マリーゴールド | Rjúta Jamamoto    | Keiičiró Óči  | 4. prosince 2020    |
| 10           | Sakura to haru to haru to cuki to 桜と春と 春と月と                          | Fumio Maezono     | Keiičiró Óči  | 11. prosince 2020   |
| 11           | Cuki to kecui to kecui to tomo to 月と決意と 決意と友と                      | Masami Hata       | Majumi Morita | 18. prosince 2020   |
| 12           | Tomo to ai to ai to sakura to 友と愛と 愛と桜と                              | Fumihiro Jošimura | Keiičiró Óči  | 25. prosince 2020   |